# Mediterranean Sky
La Mediterranean Sky era una nave traghetto, in servizio con questo nome dal 1972 al 1992 per la Karageorgis Lines. In precedenza la nave aveva effettuato servizio di linea per la Ellerman Lines come City of York.

## Caratteristiche
Nella sua veste originale, la nave era pensata per espletare un servizio misto merci/passeggeri. Era dotata di cabine per 107 passeggeri, tutte di prima classe, e di cinque stive (tre a prua e due a poppa) per il carico.
La nave uscì completamente stravolta dai radicali lavori di trasformazione eseguiti in Grecia. L'aspetto esteriore, in origine piuttosto classico, fu totalmente rivoluzionato; la capacità passeggeri fu aumentata a 964 persone e nello scafo della nave furono ricavati dei garages, con una capienza sufficiente per 400 automobili, ai quali si accedeva da dei portelloni laterali.  

## Servizio

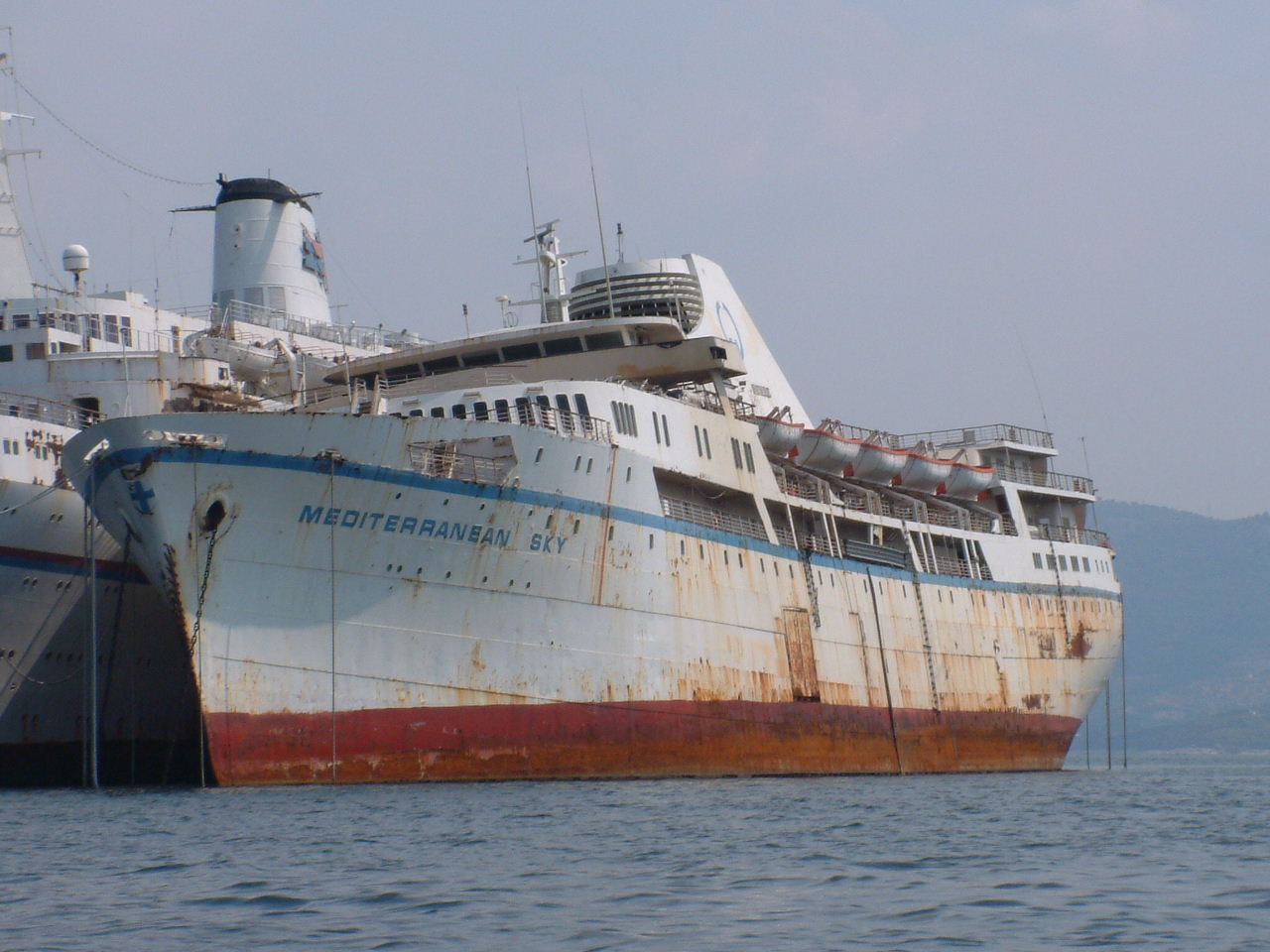
La Mediterranean Sky in disarmo a Eleusi (2002).

La City of York era la terza di una serie di quattro navi gemelle, tutte destinate a espletare collegamenti misti passeggeri-merci tra il Regno Unito e l'Africa. La City of Exeter fu varata il 7 luglio 1952 presso i cantieri Vickers Armstrongs di Newcastle ed entrò in servizio nel maggio 1953 su una rotta con scali a Londra, Las Palmas, Città del Capo, East London, Lourenço Marques (l'odierna Maputo) e Beira. Nel 1970 il crescente successo del trasporto aereo rese non più competitivo il collegamento via mare, che fu quindi sospeso. Nel settembre del 1971 la City of York fu venduta, in blocco con le gemelle, all'armatore greco Karageorgis. 
La City of York e la gemella City of Exeter furono trasformate in traghetti passeggeri, entrando in servizio nel 1972 con il nome, rispettivamente, di Mediterranean Sky e Mediterranean Sea, sulla linea Ancona - Patrasso. La Mediterranean Sky e la gemella continuarono a operare nei collegamenti tra Italia e Grecia fino al 1992, quando, ormai obsolete, furono fermate. 
Nel 1995 la nave fu impiegata per il trasporto di truppe statunitensi da Mogadiscio a Mombasa. In seguito, nel 1996, la Mediterranean Sky fu ceduta alla Golden Cruises S.A., che la mise in servizio, a partire dal 31 luglio, tra Brindisi e Patrasso. Tuttavia, la compagnia ebbe quasi immediatamente delle difficoltà economiche e la nave fu fermata, dopo aver effettuato appena due viaggi, a Patrasso. Nel febbraio 1999 la Mediterranean Sky fu rimorchiata nella baia di Eleusi, rimanendo in disarmo. Nel novembre 2002 la nave, che aveva imbarcato acqua, si inclinò e fu rimorchiata in acque poco profonde, per evitarne l'affondamento. A gennaio 2003 la nave si rovesciò su un fianco, ma non venne rimossa dalla sua posizione, rimanendo negli anni successivi semisommersa con il fianco di sinistra affiorante.

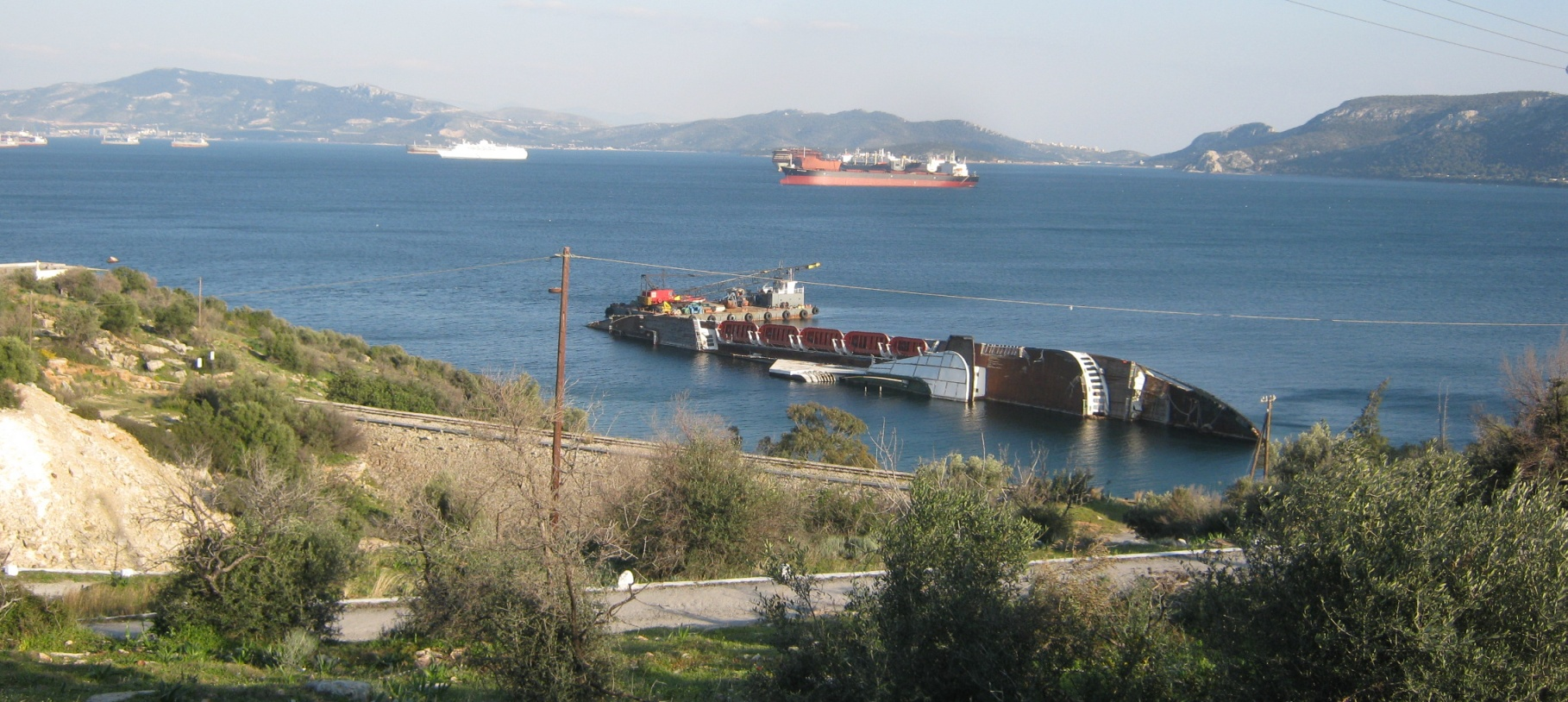
La Mediterranean Sky, parzialmente sommersa, ad Eleusi nel 2011.

## Navi gemelle
- City of Port Elizabeth, demolita nel 1980 a Taiwan[1].
- City of Exeter, demolita in Turchia nel 1998.
- City of Durban, demolita nel 1974 a Taiwan[1].